# Carl Sigfrid Lindstam
Carl Sigfrid Lindstam, född 23 april 1919 i Jönköping, död 26 augusti 1960 i Göteborg, var en svensk lärare i nordiska språk i Göteborg och författare till boken Göteborgs gatunamn i tre upplagor. Han var son till Sigfrid Lindstam och måg till Albert Hermansson.
Lindstam tog studenten vid Hvitfeldtska läroverket i Göteborg och var under åren 1943-1944 ordförande för studentkåren vid Göteborgs högskola och kom senare att forska vid landsarkivet i Göteborg. Hans doktorsavhandling "Om ortnamnen i Bäve och Lane-Ryrs socknar samt Uddevallla stad i Lane härad i Bohuslän" var just avslutad när han avled. Avhandlingen gavs ut 1966.
Lindstam var medarbetare på Göteborgs Handels- och Sjöfartstidnings tredjesida. Han tog initiativet till boken Göteborgs gatunamn, vars första upplaga kom ut 1945, men hann inte slutföra arbetet med den andra upplagan, som gavs ut 1962.
Han har hedrats med en plats, C S Lindstams Plats, vid Landsarkivet vid Geijersgatan i Göteborg. Skylten avtäcktes år 1999 på 80-årsdagen av Lindstams födelse.